# Seife (Geologie)

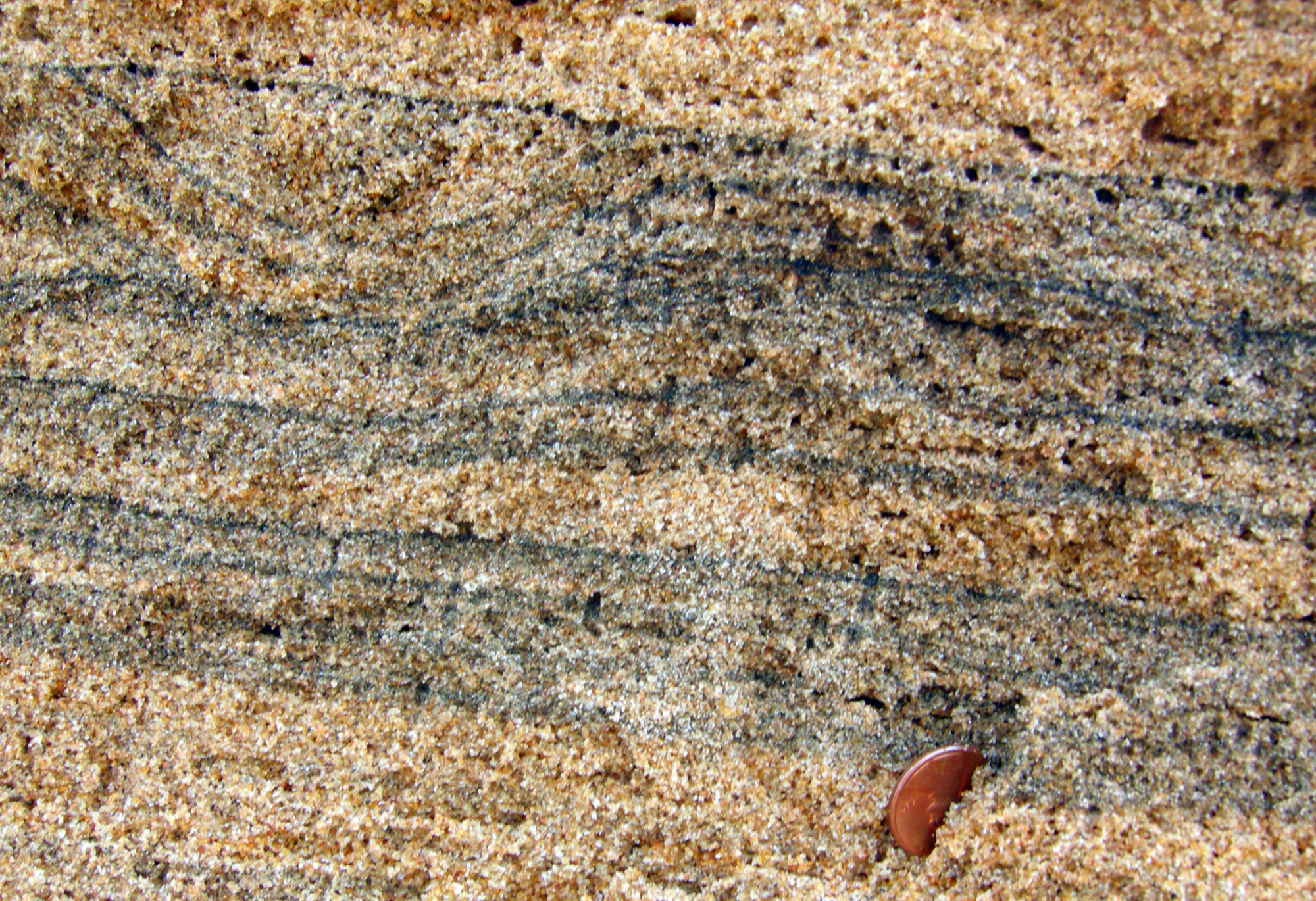
Schwermineral-Seifen im Quarzsand am Strand von Chennai, Indien

Als Seifen werden in der Geologie und in der Lagerstättenkunde sekundäre Mineralanreicherungen in Sedimenten wie Sand oder Kies bezeichnet, in denen sich mineralhaltige Körner entsprechend ihrer Sedimentationsgeschwindigkeit durch Strömungen sortiert, konzentriert und abgelagert haben. Vorkommen abbauwürdiger Konzentrationen von Edelmetallen, Schwermineralen oder Edelsteinen werden als Seifenlagerstätten bezeichnet.

## Entstehung
Wegen ihrer Verwitterungsbeständigkeit und ihres hohen Gewichts werden die oben genannten Minerale durch Strömungsverhältnisse, z. B. durch Wind und Wasser verursacht, in Sedimenten konzentriert und abgelagert. Hierbei werden nach Bildungsweise unterschieden:
- Residuale Seifen, die sich an Ort und Stelle durch Verwitterung des Ausgangsgesteins gebildet haben, in dem sich z. B. Gold- oder Cassiterit-Gänge befinden. Oft sind nur die Seifen selbst von wirtschaftlicher Bedeutung, während die unterlagernden Mineralisationen nicht abbauwürdig sind.
- Eluviale Seifen konzentrieren sich in Lockerschuttmassen an Hängen und Böschungen unterhalb der Ausgangsgesteine. Zuweilen reichern sich diese Seifen in vorhandenen Erosionssenken in so genannten Taschen an. Auch in der Nähe von anstehenden Chromit-Lagerstätten bilden sich oft Seifen.
- Alluviale Seifen oder Flussseifen in fließenden Gewässern gehörten in der Vergangenheit zu den wichtigsten Seifenlagerstätten. Trotz der jahrtausendlangen Erfahrung der Menschheit mit solchen Seifen sind die genauen Prozesse der Anreicherung auch heute noch nicht völlig verstanden. Es handelt sich hierbei um ein komplexes Zusammenspiel von Strömungsgeschwindigkeit, Sinkgeschwindigkeit, Auftreten von Turbulenzen, spezifischem Gewicht und der hydraulischen Äquivalenz der Mineralkörner. Die bedeutendsten Seifen bilden sich während der Verlagerung von mäandrierenden Flussarmen, die als „tote Arme“ später recht weit vom Fluss entfernt liegen können.
- Strandseifen sind durch Gezeiten, Meeresströmungen und Wellenschlag entstanden.
- Marine Seifen entstehen grundsätzlich durch die Überflutung von vorhandenen Strandseifen bei Landsenkungen oder der Anhebung des Meeresspiegels.
- Äolische Seifen sind Ausblasungen von Wüsten- und Küstendünen durch den Wind.

## Vorkommen
Die größte bekannte Goldseife liegt im Witwatersrand bei Johannesburg in Südafrika – einem archäischen verfestigten uranhaltigen Quarz-Konglomerat mit einer Grundmasse aus Pyrit, Serizit und Quarz.
Die Goldvorkommen am Fluss Klondike in Yukon, Kanada sind der Stoff für Geschichten und Filme. Auch an Rhein, Donau, Isar, Inn, Salzach, Eder, der Thüringer Schwarza und der sächsischen Göltzsch wurden bis vor etwa 100 bis 150 Jahren Goldseifen ausgebeutet. Teilweise wurden daraus Ausbeutedukaten zu Repräsentationszwecken geprägt (Rhein, Isar, Inn, Donau). In jüngerer Zeit (1930er Jahre, nicht erfolgreich) und jüngster Zeit wurden Versuche gemacht, Gold aus Kies von Baggerseen zu gewinnen, da bei den industriellen Sieb- und Waschvorgängen die Gold-Konzentration bereits auf das Fünffache zunimmt. Eine Pilotanlage steht in Balaguer in Spanien und erste Versuche waren erfolgversprechend. Aus einigen wenigen Kiesgruben im Oberrheintal wurde und wird wieder etwas Gold als Nebenprodukt gewonnen (Ref. 2).
Ein wichtiges Beispiel residualer Seifen sind die Apatit-Seifen über Karbonatiten in Jacupiranga (Brasilien), Sokli (Finnland) und Sukulu (Uganda).
Aus Flussseifen in Brasilien und Malaysia stammt ein Großteil der weltweiten Zinnproduktion.
Strandseifen sind die Diamantseifen an der Küste Namibias, die Goldseifen von Nome (Alaska), die uran- und thoriumhaltigen Monazitsande in Indien, Australien und Brasilien, die titanhaltigen Rutil-Zirkon-Seifen in Australien und die Magnetit-Seifen in Neuseeland.
Eine größere fossile Schwermineralseife (Ilmenit und Zirkon) in einigen Dekametern Tiefe wurde in den 1990er Jahren südwestlich von Cuxhaven entdeckt und untersucht. Zu einem Abbau ist es nicht gekommen.

## Trivia
Die Stadt Seiffen im Erzgebirge ist nach einer historischen Zinnseife, die im 13. Jahrhundert abgebaut wurde, benannt.